# Adam Rykala
Adam Rykala (* 3. září 1986 Ostrava) je český politik a ekonom, v letech 2010 až 2017 poslanec Poslanecké sněmovny PČR, v letech 2012 až 2014 zastupitel Moravskoslezského kraje, v letech 2006 až 2010 a opět 2014 až 2018 zastupitel a radní městského obvodu Ostrava-Jih. V letech 2005–2019 byl členem České strany sociálně demokratické. Od roku 2024 je členem strany ČSSD – Česká suverenita sociální demokracie.

## Život
Vystudoval Gymnázium v Ostravě-Zábřehu a magisterský obor eurospráva na Ekonomické fakultě VŠB-TU Ostrava (titul Ing.). Je ženatý a má dva syny. V první polovině roku 2009 působil jako asistent poslance PČR Jaromíra Chalupy.
Do České strany sociálně demokratické vstoupil ve svých 18 letech. Působil jako místopředseda okresního výkonného výboru ostravské ČSSD. V letech 2006 až 2008 předsedal Mladým sociálním demokratům v Ostravě a v období 2007 – 2010 byl 1. místopředsedou jejich republikové organizace. V letech 2012 až 2015 byl předsedou okresní organizace ČSSD v Ostravě.
Podle Moravskoslezského deníku byl Rykalův vzestup v rámci strany dán tím, že se mu v roce 2010 společně s dalšími vlivnými členy ČSSD Jiřím Srbou, Radimem Laukem a Lukášem Balcaříkem podařilo intrikami a zneužitím stanov ČSSD ovládnout ostravskou organizaci strany. V květnu roku 2010 a poté znovu v říjnu 2013 byl zvolen poslancem Parlamentu České republiky, kde pracoval v Rozpočtovém výboru a byl předsedou Stálé komise pro kontrolu činnosti Národního bezpečnostního úřadu. V krajských volbách 2012 byl zvolen zastupitelem Moravskoslezského kraje, v prosinci roku 2014, po úspěchu v komunálních volbách, se však vzdal mandátu. V letech 2006 až 2010 byl zastupitelem městského obvodu Ostrava-Jih.
V komunálních volbách v roce 2014 byl za ČSSD zvolen zastupitelem Městského obvodu Ostrava-Jih. Stal se také uvolněným členem rady městského obvodu odpovědným za rezort školství, kultury a tělovýchovy a prevence kriminality. V květnu roku 2017 byl vyškrtnut vedením strany z kandidátky do podzimních voleb do Poslanecké sněmovny PČR.
V komunálních volbách v roce 2018 kandidoval za ČSSD do Zastupitelstva města Ostravy, ale neuspěl (stal se prvním náhradníkem). Pokoušel se také obhájit z pozice lídra kandidátky ČSSD mandát zastupitele městského obvodu Ostrava-Jih, ale strana se do tamního zastupitelstva vůbec nedostala. Skončil tak i v pozici radního městského obvodu. V roce 2019 přišel o členství v ČSSD.
V krajských volbách 2020 neúspěšně kandidoval do zastupitelstva Moravskoslezského kraje za Volbu pro kraj.
Je předsedou spolku Společně tvoříme Ostravu.[zdroj?]
Od roku 2024 je členem strany ČSSD – Česká suverenita sociální demokracie (dříve Suverenita – Blok Jany Bobošíkové, Česká Suverenita a Volný blok). Pro sněmovní volby v roce 2025 se stal lídrem kandidátní listiny strany v Olomouckém kraji.

## Kontroverze
Od roku 2014 čelí Adam Rykala mnoha podezřením, mezi které patří zajištění pracovních míst pro rodinné příslušníky (tzn. manželka Renáta Rykalová, tchyně Eva Petrášková, její druh Ivan Tomášek), dosazování příbuzných na stranickou kandidátku, či získání obecního bytu, které šetřila dokonce Policie ČR.
V roce 2018 byl navržen ministrem zemědělství Miroslavem Tomanem do dozorčí rady Povodí Odry, vládní výbor pro personální nominace ho však na tuto pozici neschválil.